# 宮崎・境海岸
座標: 北緯36度58分30.1秒 東経137度35分28.7秒 / 北緯36.975028度 東経137.591306度

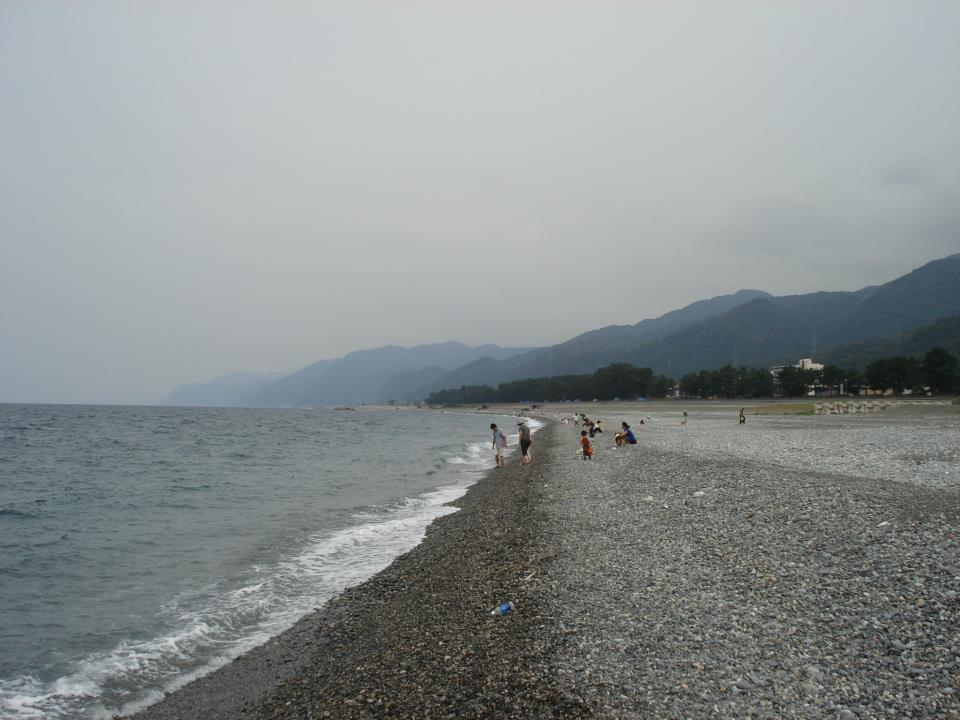
宮崎・境海岸

宮崎・境海岸（みやざき・さかいかいがん）は、富山県下新川郡朝日町宮崎、境にまたがる日本海に面した海岸。幅200m・東西約4kmの砂利浜である。また海水浴場として整備されている。県内一の水質を誇り、環境省による快水浴場百選に選定、ほか日本の渚百選にも選定されている。

## ヒスイ海岸
- 古代から宝石の一種として貴ばれたヒスイの原石が海岸に打ち上げられることから「ヒスイ海岸」と呼ばれている。日本の海岸でヒスイの原石が拾えるのは、このヒスイ海岸と東の糸魚川市につながる海岸回廊のごく限られた地域である[1][2][3][4]。

ヒスイについて
- ヒスイ海岸にヒスイが打ち上げられる理由には2つの説がある。

1. ヒスイが東の姫川の上流にある小滝川ヒスイ峡、青海川の上流にある橋立ヒスイ峡といったヒスイの産地から川から海に流れ、波浪に運ばれヒスイ海岸に打ち上げられたという説[4]。
2. フォッサマグナでの蛇紋岩層が小滝、橋立にあり、それがヒスイ海岸の海底にも分布しているのではないかという説[2]。波のかくはんによりヒスイを含んだ蛇紋岩が海岸に打ち上げられるとも考えられているが、現在のところ海底の地質までは明らかにされていない[2]。

## その他の特色
- 5月下旬～7月中旬頃には、ヒスイ海岸より水平線から昇る朝日を見ることができる。

## 観光
- 海岸付近、8号線沿線のドライブインや民宿群では名物として鱈汁が出される[5]。

## 周辺
- あいの風とやま鉄道線越中宮崎駅近くの踏み切りを超えると海岸沿いにコテージが5軒あり、夏には海の家としても賑わう。線路の手前国道8号線沿いには4軒ある。
- ヒスイ海岸観光交流拠点施設 ヒスイテラス
- 朝日ヒスイ海岸オートキャンプ場
- 宮崎漁港

## 交通アクセス
- あいの風とやま鉄道線越中宮崎駅より徒歩すぐ